# 杜林危險指數

杜林危險指數

杜林危險指數（英語：Torino scale）是一種用於評估近地天體撞擊地球風險的分類系統。該指數結合了撞擊機率與潛在撞擊所釋放的動能，並將其轉換為一個簡單的數值，以便天文學家和公眾理解潛在的威脅程度。其中，越高的評級代表危險程度越高。
杜林危險指數超過「1」的天體偶有發現。然而，透過後續數週的觀測，通常能更精確地掌握其軌道數據，進而使杜林指數降回「0」。歷史上，曾被評估為最高杜林指數的天體為毀神星，在2004年末曾達到「4」級。其次為2024 YR4，在剛發現時曾被評為「3」級。(144898) 2004 VD17則在2006年2月至5月間被評為「2」級。

## 分類
近地天體的杜林危險指數介於0至10之間，數值高低取決於其撞擊地球的機率（p）以及撞擊時預估釋放的動能（E）。撞擊機率的範圍從0（表示無撞擊可能性、或進入大氣層時摩擦燃燒殆盡）到1（表示確定撞擊，而且釋放大量動能）。釋放的動能則以百萬噸TNT爆炸當量來計算。
| 評級 | 條件                                                                                            |
| ---- | ----------------------------------------------------------------------------------------------- |
| 0    | log10E + 1/3 + log10p + 2/2 < 0 或 log10E < 0                                                   |
| 1    | log10E + 1/3 + log10p + 2/2 ≥ 0 及 log10E ≥ 0 及 log10E − 2/3 + log10p + 2/2 < 0 及 log10p < −2 |
| 2    | log10E − 2/3 + log10p + 2/2 ≥ 0 及 log10E − 5/3 + log10p + 2/2 < 0 及 log10p < −2               |
| 3    | log10p ≥ −2 及 log10E ≥ 0 及 p < 0.99 及 log10E < 2                                             |
| 4    | log10p ≥ −2 及 log10E ≥ 2 及 log10E − 5/3 + log10p + 2/2 < 0 及 p < 0.99                        |
| 5    | log10E − 5/3 + log10p + 2/2 ≥ 0 及 p < 0.99 及 log10E < 5                                       |
| 6    | log10E − 5/3 + log10p + 2/2 ≥ 0 及 log10p < −2                                                  |
| 7    | log10p ≥ −2 及 + log10E ≥ 5 及 p < 0.99                                                         |
| 8    | p ≥ 0.99 及 + log10E ≥ 0 及 log10E < 2                                                          |
| 9    | p ≥ 0.99 及 + log10E ≥ 2 及 log10E < 5                                                          |
| 10   | p ≥ 0.99 及 + log10E ≥ 5                                                                        |

此外，只有在100年具有撞擊地球風險的近地天體，才會得到危險指數分級。

## 評級意義
該指數也用了白、綠、黃、橙、紅五種顏色去代表不同的級數。越高的評級代表風險越高。
| 白色：無危險           | 白色：無危險 |
| ---------------------- | --- |
| 0.                     | 該天體撞擊地球的機會率是零，或者撞擊的危險微乎其微，可以當作為零。也适用于小型天体，例如流星、在大气层中燃烧殆尽的天体，以及很少造成损害的不常见的陨石坠落。                                                                                                   |
| 綠色：正常             | |
| 1.                     | 天文學家例行地發現近地天體，並預測該天體不會對地球構成不尋常的危險。現行的計算顯示，撞擊的機會極度低，並不需要引起公眾的注意或關注。在絕大多數情況下，進一步的望遠鏡觀測會將危險指數再評為零級。                                                               |
| 黃色：需要天文學家注意 | |
| 2.                     | 發現近地物體（隨著進一步的搜尋，類似的發現可能會越來越多），而該物體會接近地球，但不會異常地過於接近。雖然有關發現需要天文學家的注意，但由於撞擊的可能性非常低，因此並不需要引起公眾的注意或關注。在絕大多數情況下，進一步的望遠鏡觀測會將危險指數再評為零級。 |
| 3.                     | 發現近地物體，需要天文學家注意。現行計算顯示會有1%或以上的可能性造成小范围的冲撞损毁。在絕大多數情況下，進一步的望遠鏡觀測會將危險指數再評為零級。如果该天体10年内会靠近地球，应通知公众和有关部门。                                                           |
| 4.                     | 發現近地物體，需要天文學家注意。現行計算顯示會有1%或以上的可能性造成區域性的冲撞损毁。在絕大多數情況下，進一步的望遠鏡觀測會將危險指數再評為零級。如果该天体10年内会靠近地球，应通知公众和有关部门。                                                           |
| 橙色：威脅             | |
| 5.                     | 有近地物體接近，可能會帶來区域性的严重破坏，但未能確定是否必然發生。天文學家需要極度關注，並判斷是否會發生撞擊。如果该天体10年内可能撞击地球，各国政府可被授权采取紧急应对计划。                                                                               |
| 6.                     | 有大型近地物體接近，可能會帶來全球性的災難性破坏，但未能確定是否必然發生。天文學家需要極度關注，並判斷是否會發生撞擊。如果该天体30年内可能撞击地球，各国政府可被授权采取紧急应对计划。                                                                         |
| 7.                     | 有大型近地物體非常地接近地球，在一世紀內可能會帶來前所未有的全球災難，但未能確定是否必然發生。如果该威胁出现在未来一世纪内，国际的紧急应对计划将会被授权，特别是利用重点观测尽快获得令人信服的证据，确定撞击是否会发生。                                       |
| 紅色：肯定發生撞擊     | |
| 8.                     | 天體撞擊將會發生，若撞擊在陸地發生，將會對局部地區造成毀壞；若物體撞落近岸地區，可能會引發海嘯。此等撞擊平均每隔50至數千年發生一次。 |
| 9.                     | 天體撞擊將會發生，若撞擊在陸地發生，將會對大面積地區造成毀壞；若撞落海洋，可能會引發大海嘯。此等撞擊平均每隔1萬至10萬年發生一次。 |
| 10.                    | 天體撞擊將會發生，無論撞及陸地或海洋，均會造成全球氣候大災難，並會威脅現有文明的未來。此等撞擊平均每十萬年或以上發生一次。 |

## 機率評估
杜林危險指數被多家航太機構廣泛採用。在美國，國家航空暨太空總署（NASA）的噴氣推進實驗室（JPL竹）使用此系統。JPL旗下的近地天體研究中心（Center for Near Earth Object Studies, CNEOS）負責計算和分類近地天體，結果會被納入哨兵風險表（Sentry Risk Table）。太陽動力學天文台（Solar Dynamics Observatory）則提供相關的軌道數據。歐洲太空總署（ESA）的近地天體協調中心（Near-Earth Object Coordination Centre, NEOCC）也提供類似的服務，但其運作獨立於美國的系統。
當新發現的近地天體接近時，會被列入具有機構的顯著風險的清單時。地球會被假設在天體軌道的正中心，並且假設沿兩旁有常態分佈的偏移。美國太空總署（NASA）採用三標準差（3σ）範圍，代表99.7%的機率，而歐洲太空總署（ESA）則採用一標準差（1σ）範圍，代表68.3%的機率。當此，初期發現時，往往會假設有高撞擊風險。隨著觀測數據的累積，軌道精確度提升，減少離散程度，風險評估也會隨之修正。
撞擊機率的計算基於近地天體接近地球的程度。如果真實的軌道繞過了地球，僅有概率分佈的尾部相交，則會在撞擊風險將降至零。相反，如果地球恰好位於這個縮小的不確定性範圍內，撞擊機率反而會上升。

## 歷史
杜林危險指數是由美國麻省理工學院的地球科學系教授理查德·P·賓澤爾所發明的，其第一版稱為「近地天體危險指數」（A Near-Earth Object Hazard Index），於1995年在聯合國一個會議中首次公開，其後也在多個會議中發表。
1999年6月，在意大利杜林市所舉行的國際近地天體會議中，他發表了其更新版本，並透過全體投票得到接納。為紀念各國代表在會議中的團結精神，共同研究近地天體對地球的危害，該指數也因此使用了該地方的名字來命名（值得注意的是，「杜林危險指數」的英文名稱，是以杜林的義大利文發音Torino為基礎，而非英文慣用的Turin）。
2005年，杜林危險指數的文字註解經過修改，以便更清楚地向公眾解釋有關的危險。

## 高指數的天體
現時杜林指數紀錄最高的天體是小行星99942，它的直徑有400米，現時消息指它在未來應該不會撞地球。2004年12月23日，美國太空總署的近地天體研究中心發表消息指它的危險指數達到2級，及後更升至4級，直到2006年8月才降為0級。據現時的預測，它於2029年4月13日將會掠過地球，在預定的日子它與地球的距離極近，受到引力的影響，它的軌道將作出改變，因此到2036年再接近地球時的危險指數為1級。
在該天體以前，並未有任何危險天體的杜林指數大於1。2006年2月，2004 VD17曾經被預測在2102年會相當接近地球而被評為2級，這是繼小行星99942之後，第二顆評為1級以上的小行星。其後的觀測將2004 VD17再評為0級。
直到2007年2月，1950 DA是唯一一顆被義大利NEODyS評為超過0級的天體（目前為1級），亦是目前已知唯一撞擊危險比背景水平為高的物體（巴勒莫撞擊危險指數評級為+0.17級）。相比之下，之前評為1級的2006 XG1，則由於撞擊危險僅為背景值的十分之一，而被重新評為0級。
一些近地天體如2003 QQ47曾被誇大其危險性，從而對公眾產生誤導，因此有天文學家計劃對指數作出改良，以減少錯誤訊息的產生，從而增加公眾對真實警報的信心，其中一個類似指標有巴勒莫撞擊危險指數。

## 外部連結
- The Torino Impact Hazard Scale （页面存档备份，存于）
- NASA Ames: Asteroid and Comet Impact Hazards: The Torino Scale
- New Scientist: "Row erupts over asteroid press scare" (18 Sep. 2003) （页面存档备份，存于）
- NASA Near Earth Object Program: Impact Risk（页面存档备份，存于） – 現行杜林危險指數評級為1級或以上的近地物體列表
- Torino Scale （页面存档备份，存于）

1. ↑  . cneos.jpl.nasa.gov.   [2025-02-24]. （原始内容存档于2025-01-02） （英语）.
2. ↑  . cneos.jpl.nasa.gov.   [2025-02-24]. （原始内容存档于2016-09-11） （英语）.
3. ↑  . NEO.   [2025-02-24]. （原始内容存档于2023-03-05） （英国英语）.
4. ↑  . NEO.   [2025-02-24]. （原始内容存档于2025-05-17） （英国英语）.
5. ↑  Magazine, Smithsonian; Bassi, Margherita. . Smithsonian Magazine.   [2025-02-24] （英语）.
6. ↑  . The Planetary Society.   [2025-02-24]. （原始内容存档于2025-04-18） （英语）.